# Przodkowo
Przodkowo, dodatkowa nazwa w języku kaszubskim Przedkòwò, niem. Seefeld) – wieś kaszubska w Polsce, położona w województwie pomorskim, w powiecie kartuskim, siedziba gminy Przodkowo, przy drodze wojewódzkiej nr 224. W Przodkowie działa jednostka Ochotniczej Straży Pożarnej, przy siedzibie której znajduje się Muzeum Pożarnictwa (wśród eksponatów znajdują się stare wozy strażackie i dawny sprzęt gaśniczy). Obszar wsi jest podzielony na dwa sołectwa: Przodkowo i Przodkowo Działki.

## Nazwa miejscowości
Pierwsze zapisy dotyczące nazwy miejscowości z czasów krzyżackich miały niemiecką formę Seefeld, gdzie See to 'jezioro' a Feld to' pole'. Można więc oddać tę nazwę po polsku jako 'pole nad jeziorem'. Chodziło najprawdopodobniej o dzisiejsze Jezioro Księże. Od XVI wieku pojawiają się najczęściej zapisy w formie Przedkowo, tak jak dziś jeszcze nazywana jest miejscowość w lokalnej kaszubszczyźnie. Jest to nazwa dzierżawca od imienia Przedek. Forma ta jest skrótem, bądź zdrobnieniem dawnego imienia Przedsław. Imię to wyszło z użycia i zaczęto kojarzyć rdzeń nazwy z innymi rdzeniami wyrazowymi jak np prząść i stąd zapisy typu Prządkowo i Przędkowo z XVI w. Na podobnej zasadzie skojarzono z nazwą miejscowości wyraz przodek i już w XVI zaczęły pojawiać się zapisy w formie Przodkowo, która to forma utrwaliła się na dobre w XIX w. i ostatecznie stała się oficjalną nazwą miejscowości.

## Historia miejscowości
Wieś trafiła do źródeł w czasach krzyżackich, w XIV wieku, ale istniała z pewnością już wcześniej.  Przypuszcza się, że kościół w miejscowości i parafię założyli książęta pomorscy.
W II połowie XVI wieku wieś królewska w powiecie gdańskim województwa pomorskiego.
W roku 1892 wieś miała 647 mieszkańców, 607 Kaszubów, 33 Niemców, 5 Żydów i 2 Polaków (ksiądz katolicki i jego pomoc domowa). W roku 1910 oficjalna pruska statystyka na bazie deklarowanego języka ojczystego podaje 642 Kaszubów, 39 Niemców i 4 niemieckojęzycznych Żydów, łącznie 685 mieszkańców.
W 1913 we wsi funkcjonowało 5 karczm. Jedna z nich należała do przodkowskiego Żyda o nazwisku L.Cohn (Cohen). Prowadził on w niej również sprzedaż art. metalowych. Właścicielami pozostałych czterech byli: M. Niklas, Franz Piepke (Pipka), Franz Plicht i J. Wojewodka. W miejscowości była mleczarnia, której właścicielem był F. Ramczykowski Piekarzem był F. von Sychowski, szklarzem Jul. Ising, kowalem J. Reschke. We wsi było 3 krawców August Müller, M. Uhlenberg i M. Walaschkowski; 2 szewców Josef Elwart i L. Masur (Mazur); 2 rzeźników Franz Kolka i Franz Pielowski; 2 stolarzy, wspomniany już szklarz, Jul. Ising i F. Richert. Ówczesna księga adresowa odnotowuje również w miejscowości 3 pszczelarzy o nazwiskach: A. Mioskowski, von Trzebiatowsky i Johann Witzke. Lokalnymi mistrzami ciesielskimi byli Arendt i August Mioskowski.
W latach 1954–1972 wieś należała i była siedzibą władz gromady Przodkowo. W latach 1975–1998 miejscowość administracyjnie należała do województwa gdańskiego.

## Sport
Do 2022 roku funkcjonował klub piłki nożnej GKS Przodkowo występujący w III lidze. Na skutek fuzji z Cartusią Kartuzy, GKS Przodkowo przestał funkcjonować, a licencję na grę w III lidze otrzymała Cartusia Kartuzy.

## Zabytki
Według rejestru zabytków NID na listę zabytków wpisane są:
- neogotycki kościół parafialny pw. św. Andrzeja Apostoła z lat 1874-1878, nr rej.: A-1221 z 21.08.2001
- plebania z pocz. XX wieku, nr rej.: j.w.
- cmentarz kościelny, nr rej.: j.w.